# 블루 크러쉬
《블루 크러쉬》(영어: Blue Crush)는 미국에서 제작된 존 스톡웰 감독의 2002년 스포츠 영화이다. 케이트 보즈워스, 미셸 로드리게스 등이 출연하였고, 키알라 케널리 등 실제 유명 여성 서퍼들이 본인 역으로 등장한다. 브라이언 그레이저 등이 제작에 참여하였다.

## 줄거리
노스쇼어에 사는 앤 마리는 엄마가 남자친구와 라스베이거스로 떠난 뒤 고급 관광 호텔에서 청소부로 일하며 14살 여동생 페니를 키우고 있다. 앤 마리는 어려서 서핑에 재능을 보였으나 보드에서 나가 떨어져(wipeout) 익사 직전까지 가는 경험을 한 뒤 몸이 얼어붙는 트라우마에 시달린다.
앤 마리는 유명 서핑 장소인 파이프라인에 도전하는 대회에 초청을 받는다. 이를 가난에서 벗어날 기회로 여긴 앤 마리는 참가를 결정한다. 한편 앤 마리는 프로볼 참전을 위해 하와이에 온 NFL 쿼터백 맷을 알게 되고 서핑을 가르쳐 주며 가까워진다.
예선 참가자 중엔 유명 프로 서퍼들이 포함돼 있어 앤 마리는 잔뜩 긴장한다. 앤 마리는 파도에 휘말려 전복되지만 다음 단계에 진출 가능한 최저 점수를 넘긴다. 최초의 프로 여성 서퍼 중 하나인 키알라 케널리는 앤 마리에게 자신감을 불어넣어주고, 앤 마리는 새 시도에서 10점 만점을 받는다.
비록 앤 마리는 총점 부족으로 다음 단계 진출에는 실패하지만 자신감을 되찾고 후원 기업의 관심을 끌어 빌러봉 여성팀에 들어가고 서핑 잡지 표지를 장식한다.

## 출연진
- 케이트 보즈워스 - 앤 마리 역
- 미셸 로드리게스 - 이던 역: 친구.
- 서노이 레이크 - 리나 역: 친구.
- 매슈 데이비스 - 맷 역
- 미카 부럼 - 페니 역: 동생.
- 페이즌 러브 - 레슬리 역
- 키알라 케널리 - 본인 역

## 기타 제작진
- 공동 제작: 릭 덜라고
- 배역: 세라 헤일리 핀, 랜디 힐러
- 미술: 톰 마이어
- 의상: 수전 매시슨